# Palabras en movimiento
Palabras en movimiento es el título de un libro antológico de cuentos y poemas, escritos por los asistentes a los talleres de creación literaria para niños en condición hospitalaria y jóvenes con discapacidad, realizados en la ciudad de Chihuahua, México, durante los años 2010 a 2013, en el Hospital Infantil de Especialidades del Estado de Chihuahua, y en la Escuela de Artes y Oficios para Personas con Discapacidad.
Para su edición, contó con el apoyo del Programa de Apoyo a las Culturas Municipales y Comunitarias 2014, a través de la Unidad Regional Chihuahua de Culturas Populares, adscrita al Instituto Chihuahuense de la Cultura. 
Palabras en movimiento, junto a la antología Ruedas a volar, es producto del proyecto de lectoescritura Palabras de vida dirigido a públicos vulnerables, con el que el escritor mexicano Jorge Guerrero de la Torre obtuvo en 2014 el Premio Nacional de Fomento a la Lectura México Lee, en la categoría Fomento de la lectura y la escritura en otros espacios educativos. Este proyecto fue a su vez merecedor de la Medalla Chihuahua al Mérito Educativo del H. Congreso del Estado de Chihuahua en 2016, en reconocimiento de sus acciones a nivel nacional en el fomento de la lectura y la escritura creativa en los ámbitos de la educación especial y la inclusión social y, en 2017, obtuvo reconocimiento del comité organizador del XXV Premio Nacional de Derechos Humanos “Don Sergio Méndez Arceo”, por su labor en la promoción y difusión los Derechos de las Personas con Discapacidad desde la educación y el arte.

## Antecedentes
Jorge Guerrero de la Torre fue responsable de los talleres de creación literaria dirigidos a públicos vulnerables, como a su vez antologador y editor del libro. Desde sus inicios, este proyecto de lectoescritura de amplio alcance, fue dirigido como una iniciativa de Guerrero de la Torre, para trabajar con niños en condición hospitalaria y con jóvenes con discapacidad, haciendo uso de diversas herramientas y métodos de la psicología del arte, como además de múltiples estrategias de psicopedagogía dirigidas al fomento de la lectura y formación literaria. 
La edición del libro Palabras en movimiento: Antología de los talleres de creación literaria para jóvenes con discapacidad y niños en condición hospitalaria, fue lograda con el apoyo del Programa de Apoyo a las Culturas Municipales y Comunitarias 2014, a través del Instituto Chihuahuense de la Cultura y del Consejo Nacional para la Cultura y las Artes.
Una de las intenciones de este libro, es el que sirva como vehículo documental y referencial de los procesos de dignificación, creatividad y desarrollo artístico logrados por niños en condición hospitalaria y jóvenes con discapacidad, como a su vez se espera sea útil como herramienta para el fomento de la lectura y promoción de la creación literaria.
Palabras en movimiento puede ser descargado gratuitamente, para de ese modo lograr un máximo de difusión.

## Contenido
El libro está dividido en cuatro secciones: Narraciones de niños en condición hospitalaria, Narraciones de jóvenes con discapacidad,  Poemas de niñas en condición hospitalaria y Poemas de jóvenes con discapacidad.

### Narraciones de niños en condición hospitalaria
1. Puedes contar conmigo . Autora: Azucena Yei Martínez
2. La creación del hombre. Autora: Leticia Vera Miranda.
3. La maleta. Autora: Beatriz Arroyo Castro.
4. El objetivo. Autor: José Manuel Loo Cortes.
5. Los buscadores. Autor: Carlos Roberto Pérez .
6. El libro de la Verdad. Autora: Luisa Rivas Uribe.
7. Sahuatoba: Autora: Laura Herrera Esparza.
8. La paloma que deseaba ser halcón. Autora: Guadalupe Islas González.
9. Protegiendo el mundo. Autora: María de la Concepción Castruita Oliver.
10. El forastero. Autor: Leopoldo Abraham García Cruz.
11. Cosechando nueces. Autora: Martha Alicia Aldaba Burrola.
12. Las Pléyades. Autora: Socorro Velázquez Alanís.

### Narraciones de jóvenes con discapacidad
1. Segunda oportunidad. Autora: Mariana Guadalupe Luján Miranda.
2. Sólo un poco de respeto. Autora: Sandra Iveth Campos Cornelio .
3. Microcuento I y Microcuento II. Autor: Víctor Guillermo González Ramos.
4. La verdad del problema. Autor: Jorge Ortiz Ángeles
5. Las cuatro estaciones. Autora: Laura Angélica Perea Flores.

### Poemas de niñas en condición hospitalaria
1. Tiempo. Autora: María Noemí López Heredia.
2. Génesis. Autora: Leonor Chávez Almada.
3. Eso que habita ahí. Autora: Bernardita Delgado Soto.
4. Sequedad y vacío. Mayra Mayela Mejorado Prado.
5. Casi me voy. Autora: Liliana Jacqueline Flores del Campo.
6. De nuevo el viento amor. Autora: Cecilia Nataly Pérez Reyes.

### Poemas de jóvenes con discapacidad
1. Pregunta. Autora: Mariana Guadalupe Luján Miranda.
2. Amiga incondicional. Autora: Laura Angélica Perea Flores.
3. Aparte. Autora: Berenice Chacón Rodríguez.
4. El títere. Autora: Odilia Beltrán Palma.
5. Qué decir y Fluir de delirio rojo. Autor: Víctor Guillermo González Ramos.